# Monarhia în Canada
Canada este o monarhie constituțională, actualul monarh al Canadei fiind Charles al III-lea. Conform Constituției, Regele este șeful statului, reprezentat în Canada de Guvernatorul General al Canadei, numit de monarh la propunerea prim-ministrului canadian.
Monarhia Canadei este pivotul structurii federale a țării, precum și al sistemului său parlamentar și constituțional. Puterile executive (rege în consiliu), legislative (rege în parlament) și judiciară sunt întemeiate pe monarhie, toate având jurisdicție federală și provincială. Suveranul personifică statul canadian și reprezintă națiunea însăși în termenii dreptului constituțional.
Charles al III-lea este actualul monarh canadian, care a urcat pe tron pe 8 septembrie 2022.
Deși perfsoana suveranului este împărțită cu alte cincisprezece națiuni din Commonwealth, fiecare monarhie este autonomă și distinctă din punct de vedere juridic.
Actualul monarh este intitulat oficial Regele Canadei și, în mod similar, consortul ei și alți membri ai Familiei Regale a Canadei își asumă îndatoriri publice și private ca reprezentanți ai Canadei. Cu toate acestea, Regele este singurul membru al Familiei Regale a Canadei cu funcții prevăzute de Constituția țării. În timp ce unele puteri sunt exercitate exclusiv de persoana suverană (cum ar fi numirea guvernatorilor generali), unele îndatoriri operaționale și ceremoniale ale monarhului (cum ar fi deschiderea Camerei Comunelor și acreditarea ambasadorilor) sunt exercitate de reprezentantul ei, guvernatorul general al Canada. În provincii, monarhul este reprezentat direct de locotenentul guvernatorului. Deoarece toate teritoriile sunt de jurisdicție federală, fiecare are un comisar care reprezintă direct Coroana.
Deoarece toată autoritatea executivă îi revine suveranului, consimțământul acestuia este necesar pentru ca adoptarea legilor, a scrisorilor patente și a decretelor în consiliu să intre în vigoare. Deși puterea pentru astfel de măsuri vine de la poporul canadian prin convențiile constituționale ale democrației, autoritatea executivă este încă învestită în figura monarhului, care este exercitată de acesta în ceea ce privește poporul său. Acest aspect se referă la rolul Coroanei în păstrarea drepturilor, libertăților și sistemului democratic al guvernului canadian, precum și întărirea faptului că „guvernele sunt slujitorii poporului și nu invers”. Prin urmare, cu o monarhie constituțională, suveranul are o participare directă limitată în oricare dintre aceste domenii de guvernare, de obicei își exercită autoritatea însoțit de comitetul executiv al Consiliului Privat pentru Canada.